# Carpo (måne)
Carpo er en af planeten Jupiters måner: Den blev opdaget 9. februar 2003, af Scott S. Sheppard, Brett J. Gladman, John J. Kavelaars, Jean-Marc Petit, Lynne Allen, David C. Jewitt og Jan Kleyna, og kendes også under betegnelsen Jupiter XLVII. Lige efter opdagelsen fik den den midlertidige betegnelse S/2003 J 20, men i starten af 2005 vedtog den Internationale Astronomiske Union at opkalde den efter Zeus' datter Carpo fra den græske mytologi.
Carpo falder uden for de seks grupper som de fleste andre Jupiter-måner inddeles i. Dataene på dens omløbsdata varierer over længere tid, så i visse perioder kommer Carpo faretruende tæt på de galileiske måner: Man må formode at Carpo på et tidspunkt kollidere med en af disse måner, eller bliver slynget udenfor Jupiter-tyngdefeltets indflydelse.